# Ono Yūko
Ono Yūko (小野 夕子 (Tiểu-Dã Tịch-Tử) 3 tháng 12 năm 1994 –) là một nữ diễn viên khiêu dâm người Nhật Bản. Cô thuộc về công ti T-Powers. Tên diễn cũ của cô là Aoi (葵).

## Sự nghiệp・Đời tư
Cô sinh ra tại tỉnh Akita.
Tháng 10/2014, cô ra mắt ngành phim khiêu dâm với tư cách là nữ diễn viên độc quyền của S1 NO.1 STYLE dưới tên Aoi (葵 (Quỳ)).
Lí do cô vào ngành là được người quen giới thiệu. Do cô không có mong muốn nổi tiếng, cô ban đầu chỉ có ý định đóng 1 phim trong đó mặt cô được làm mờ.
Tháng 12/2019, cô đã đổi tên thành Ono Yūko và trở thành nữ diễn viên độc quyền của FALENO, tuy nhiên cô đã nghỉ việc nữ diễn viên khiêu dâm với phim "Ono Yūko nghỉ việc ◯ Liếm dương vật thần thánh mà vẫn tiếp tục liếm sau khi xuất tinh Vol.2" (小野夕子 引退 射精後のチ◯ポをしゃぶり続けるスペルまみれフェラチオ Vol.2) phát hành ngày 19/5/2020.
Tháng 1/2021, cô đã trở lại ngành giải trí với ảnh áo tắm được đang trên số ngày 28/1/2021 của tạp chí Asahi Geinō. Trong số ngày 1/4 cô cũng đã thông báo trở lại hoạt động với tư cách là nữ diễn viên khiêu dâm.
Cô đã xếp thứ 28 trong bảng xếp hạng nữ diễn viên gợi cảm 2021 trên tạp chí FLASH của Kōbunsha.